# Petar Ivković
Petar Ivković je muzičar i pisac iz Novog Sada. Rođen je 1968. godine u Novom Sadu, osnovnu školu pohađao u Somboru, a srednju muzičku je završio u Novom Sadu. Četiri godine studira u Budimpešti na Visokoj školi Franc List. Predavao muzičku kulturu u osnovnim i srednjim školama. Svira violinu u orkestru Srpskog narodnog pozorišta u Novom Sadu. Autor je romana "Kao na leđima delfina", objavljenog 2022. godine u izdanju Opštinske narodne biblioteke "Veljko Petrović" u Žablju.

## Profesionalna karijera
Od 1989. do 1991. svira u simfonijskom orkestru Dohnanji Erne u Budimpešti. Od 2001. stalno zaposlen u orkestru Srpskog narodnog pozorišta. Od 2016. do 2023. svira u Vojvođanskom simfonijskom orkestru. Sarađuje sa velikim brojem umetnika - Marinom Perazić, bendom "Šinobusi" i mnogim drugim.
Svoje iskustvo kao ulični svirač na ulicama Atine, objavljuje 2022. godine kao svoj prvi roman.